# Dmitrij Mostowienko
Dmitrij Karpowicz Mostowienko (ros. Дмитрий Карпович Мостовенко; ur. 7 października?/19 października 1895 w Urupinsku, zm. 13 listopada 1975 w Mińsku) – generał pułkownik wojsk pancernych Armii Radzieckiej i generał broni Wojska Polskiego.

## Życiorys
Po ukończeniu szkoły powszechnej pracował w kopalni węgla. Po wybuchu I wojny światowej zmobilizowany do armii rosyjskiej, w maju 1915 skończył szkołę oficerską. Od maja 1915 do grudnia 1917 walczył z Niemcami jako dowódca plutonu, następnie został porucznikiem i dowódcą kompanii piechoty. W okresie styczeń-maj 1918 był dowódcą oddziału partyzanckiego Gwardii Czerwonej, następnie Armii Czerwonej. Później dowodził pułkiem piechoty (do sierpnia 1923). W 1919 ranny w walkach. W październiku 1926 skończył studia w Akademii Wojskowej im. M. Frunzego w Moskwie i został szefem oddziału operacyjnego w sztabie dywizji. W maju 1928 został szefem sztabu dywizji. 1930–1931 na kursie w Akademii Wojskowo-Technicznej im. Stalina w Moskwie. Od kwietnia 1932 był dowódcą wojsk pancernych i zmotoryzowanych Samodzielnej Armii Dalekiego Wschodu. W październiku 1933 objął fakultet w Akademii Wojsk Pancernych i Zmotoryzowanych im. Stalina w Moskwie. Od września 1938 był dowódcą wojsk pancernych i zmotoryzowanych Białoruskiego Specjalnego Okręgu Wojskowego.
Brał udział w napaści ZSRR na Polskę 17 września 1939. W grudniu 1940 został dowódcą 3 Korpusu Zmechanizowanego. W 1941 mianowany generałem majorem. W sierpniu 1941 został dowódcą wojsk pancernych i zmotoryzowanych Frontu Zachodniego. W 1941 i 1942 ranny w walkach. Od marca do października 1942 był dowódcą 3 Korpusu Pancernego. 7 lutego 1943 został generałem porucznikiem. W styczniu 1944 został zastępcą komendanta Akademii Wojskowej Wojsk Pancernych i Zmotoryzowanych im. Stalina w Moskwie.
10 września 1944 odkomenderowany do służby w WP, został dowódcą Wojsk Pancernych i Zmotoryzowanych WP. 25 maja 1945 Prezydium KRN mianowała go generałem broni WP. 3 grudnia 1946 wrócił do ZSRR, kończąc swoją służbę w WP. W stan spoczynku przeszedł jako generał pułkownik.

## Życie prywatne
Mieszkał w Moskwie. Był żonaty z Kławdią Siemionowną, miał syna.

## Ordery i odznaczenia
- Krzyż Komandorski Orderu Odrodzenia Polski (1945)
- Order Krzyża Grunwaldu II klasy (11 maja 1945, Uchwała KRN)[2][3]
- Złoty Krzyż Zasługi (1946)
- Medal „Za udział w walkach o Berlin” (1966)
- Medal za Warszawę 1939–1945
- Medal za Odrę, Nysę, Bałtyk
- Order Lenina
- Order Czerwonego Sztandaru
- Order Kutuzowa I stopnia
- Order Suworowa II stopnia (dwukrotnie)
- Medal „Za zdobycie Berlina”
- Medal „Za wyzwolenie Warszawy”
- Medal „Za obronę Moskwy”
- Medal jubileuszowy „30 lat Armii Radzieckiej i Floty”